# 黄色腫
黄色腫（おうしょくしゅ、英: Xanthoma）とは、皮膚にリポタンパク質を貪食したマクロファージが集合してできる、黄色い腫瘤のこと。高コレステロール血症と高トリグリセリド血症の脂質異常症に合併して起こる。また頻度は少ないが、糖尿病に併発することもある。

## 分類
- 眼瞼黄色腫
- 結節性黄色腫
- 腱黄色腫
- 手掌線状黄色腫
- 汎発性扁平黄色腫

## 治療
黄色腫の治療は脂質異常症に対する治療法として、液体窒素療法がある。